# Departamento de Río de Oro
Río de Oro fue un efímero departamento del Estado Soberano del Magdalena (Colombia). Fue creado en 1867 a partir del territorio suroriental del departamento de El Banco y disuelto el 7 de diciembre de 1868. Tuvo por cabecera a la ciudad de Río de Oro.